# Ihar Losik
Ihar Losik (* 20. května 1992, Baranavičy, Bělorusko) je běloruský blogger a konzultant běloruské sekce rádia Svobodná Evropa. Od června 2020 je běloruským režimem vězněn. Běloruská lidskoprávní organizace Vjasna ho považuje za politického vězně.
V prosinci 2021 byl odsouzen k 15letému odnětí svobody.

## Život
Losik absolvoval univerzitu v Baranavičy v roce 2015. V letech 2015–2016 obdržel stipendium pro novináře, pojmenované po českém prezidentovi Václavu Havlovi.

### Zatčení a odsouzení
Losik byl běloruskými úřady zadržen 25. června 2020. Byl obviněn z organizace a přípravy akcí narušujících veřejný pořádek. Podle běloruských zákonů měl být nejpozději po půl roce propuštěn, což se nestalo. Byl naopak obviněn z nepovolené účasti na demonstracích, čímž se mu doba vazby prodloužila o další půlrok. 9. července 2020 převzal záštitu politického vězně poslanec Německého spolkového sněmu Manuel Sarrazin.
Proti nezákonnému věznění drží opakovaně hladovku, v jednom takovém období nejedl 42 dní, v některých dnech ani nepil. „Jsou z něj jen kosti obtažené kůží,“ uvedla jeho manželka Darja Losik, která ho od června 2020 nesměla vidět. V říjnu 2020 popsala, jak vypadá cela, ve které je držen: „Je tak malá, že v ní prý není možné udělat ani pár kroků. Můžete tam buď jen sedět, nebo stát. Nemůžete nikomu ani nic napsat. Jediná věc, co tam můžete dělat, je dívat se do zdi.“
Dne 14. prosince byl Losik odsouzen k 15 letům odnětí svobody. Mnohaleté tresty vězení soud vynesl i nad dalšími běloruskými aktivisty. Nejdelší trest, 18 let vězení, dostal Sjarhej Cichanouski za přípravu a organizaci masových nepokojů a podněcování k sociální nenávisti. Dalších čtyři kritici režimu dostali tresty ve výši 14 až 16 let vězení, jde o bývalého prezidentského kandidáta Mikalaje Statkeviče, Uladzimira Cyhanoviče, Dzmitryje Papova a Arcjoma Sakava.
Podle představitelů Evropské unie a Spojených států jsou aktivisté oběťmi vykonstruovaných procesů. Americký ministr zahraničí Antony Blinken uvedl, že soudní řízení nebyla v souladu se zásadami právního státu. Lukašenkův režim vyzval k ukončení kampaně proti zástupcům občanské společnosti, nezávislých médií či politické opozice.